# Marta Gastini
Marta Gastini (geboren op 2 oktober 1989 te Alessandria) is een Italiaanse actrice, vooral bekend door haar rol Giulia Farnese in Borgia en van de hoofdol in de film The Rite.

## Carrière
Na een basisopleiding te hebben gevolgd, debuteerde ze in januari 2009 als actrice op de Italiaanse televisie met de televisieminiseries Il Bene e il Male ("Goed en Kwaad"), gevolgd door een hoofdrol in de prime-time miniserie L'uomo che cavalcava nel buio ("De man die in het donker reed").
Op 18 december 2009 maakte ze haar debuut in de bioscoop met de film Io e Marilyn (Marilyn en ik) geregisseerd door Leonardo Pieraccioni, waar ze de rol speelde van Martha, dochter van Gualtiero Marchesi, die werd gespeeld door de regisseur.
In 2011, op de leeftijd van 20, verscheen Gastini met Anthony Hopkins en Colin O'Donoghue in de Amerikaanse film The Rite, geregisseerd door Mikael Håfström en geproduceerd door New Line Cinema en Gastini's vader in Los Angeles.
In 2011 verscheen Gastini als Giulia Farnese in de tv-serie Borgia.
In 2016 speelde Gastini de hoofdrol in de Amerikaans-IJslandse film Autumn Lights als Marie. De film is verschenen op 21 oktober 2016 in de Verenigde Staten en Canada door Freestyle Releasing.

## Filmografie
- Il Bene e il Male (2009) (miniserie)
- Io e Marilyn (2009)
- L'uomo che cavalcava nel buio (2009) (miniserie)
- The Rite (2011)
- Borgia (2011-2014) (tv-serie)
- Dracula 3D (2012)
- Autumn Lights (2016)
- Compulsion (2016)
- Questi giorni (2016)